# Петров, Виктор Михайлович (рабочий)
Виктор Михайлович Петров — советский хозяйственный и государственный деятель, лауреат Государственной премии СССР за выдающиеся достижения в труде.

## Биография
Родился в 1948 году на территории современной Смоленской области. Член КПСС.
В 1967—2015 годах — огранщик алмазов Смоленского ювелирного завода / производственного объединения «Кристалл» / ОАО «ПО „Кристалл“».
За высокую эффективность и качество работы на основе совершенствования техники, технологии производства и улучшения организации труда был в составе коллектива удостоен Государственной премии СССР за выдающиеся достижения в труде 1978 года.
Живёт в Смоленске.

## Награды
- Орден Октябрьской Революции
- Орден Трудового Красного Знамени